# فينوس بنغازي

فينوس بنغازي

فينوس بنغازي أو فينوس بيرينيكي هو منحوتة قديمة من الرخام يعتقد أنها نحتت بين عامي 150-100 قبل الميلاد. عثر عليها العام 1902 في منطقة كانت تعرف باسم عين السلماني في مدينة بنغازي، ليبيا. التمثال يجسد فينوس آلهة الحب والجمال لدى الإغريق. وهو معروض حاليا ومنذ العام 1969 في متحف الآثار والأنثروبولوجيا التابع لجامعة بنسلفانيا

## وصف
التمثال طوله المتبقي لا يتجاوز 32 سنتيمترا وعرضه 13.5 سنتيمتر، ويظهر فتاة عارية من رأسها وحتى الجزء العلوي من فخديها رافعة يديها وممسكة بشريط يعصب شعرها، فيما أن القدمين حتى الجزء العلوي من الفخدين يعتقد أنهما مفقودتان. ومعظم تماثيل الآلهة فينوس في تلك الفترة صورتها وهي خارجة من البحر وليس من المؤكد ان كانت القدمين قد غطيتا بعباءة إسوة بتماثيل فينوس أو أفروديت في ذلك الوقت.
تم نحت المنحوتة من رخام ذي حبيبات كبيرة كان مصدرها جزيرة باروس الإغريقية. وهو ما أكد أصالة التمثال عند إجراء تحليل بالنظائر المشعة من قبل نورمان هيرتز البروفسور بجامعة جورجيا العام 1969.